# Manda Parent
Manda Parent est une artiste de burlesque, comédienne et humoriste ayant travaillé sur scène, à la télévision et au cinéma, née à Montréal le 16 juillet 1907 et morte à Montréal le 3 août 1992.     

## Biographie
Manda Parent (née Marie-Jeanne-Aurore Perreault) était la fille de Damase Perreault, cigarier, et de Élisa Ouimet.  Elle a fait ses premières apparitions sur « les planches » dans le rôle d'Aurore de la pièce de théâtre Aurore, l'enfant martyre. Elle joua Aurore pendant quelques années à partir de 1925.
Imposante figure du burlesque québécois, elle obtient son premier rôle important à Montréal, en 1926, avec la troupe d'Arthur et de Juliette Petrie. Arthur Petrie avait remarqué la jeune actrice alors qu'elle jouait des seconds rôles au Théâtre National avec Pizzy-Wizzy (Avi Rosenberg) et Macaroni (Paul Hébert). C'est d'ailleurs à cette époque que Marie-Jeanne Perreault adopte son nom de scène. Un de ses partenaires, Eugène Martel (dit Joseph), lui suggère  de prendre le nom de Manda Parent parce que ce nom sonnait mieux avec son propre nom de scène, et par la suite le couple d'acteurs se fit appeler « Joseph et Manda ». D'ailleurs sur le programme de 1926, on pouvait lire « Arthur et Juliette Petrie présentent Joseph et Manda avec les poupées françaises ». 
Elle est par la suite, et cela pour une vingtaine d'années, de toutes les troupes de burlesques à Montréal dont la plus célèbre de l'époque, la  troupe de Ti-zoune (Olivier Guimond, père). Elle participe aussi aux célèbres tournées de « la Bolduc » (Mary Bolduc) dans les années 1930. 
Le 16 août 1930, elle épouse Henry-Émile Parent en l'église du Sacré-Cœur-de-Jésus de Montréal .    
Manda Parent a été une partenaire régulière aux nombreuses revues burlesques présentées par Rose Ouellette avec ses collègues Juliette Huot, Alys Robi, Juliette Petrie, et Olivier Guimond fils et père (entre autres) au Théâtre National. Elle a, de plus, effectué plusieurs tournées dans toutes les régions du Québec, aux États-Unis et au Nouveau-Brunswick avec la troupe de Jean Grimaldi. C’est à cette époque qu'elle crée, avec Olivier Guimond, le sketch Trois heures du matin, qui devient un classique du burlesque québécois.
À partir de 1969, elle fit les beaux jours du Théâtre des Variétés de Gilles Latulippe pendant de nombreuses années avec d'autres comédiens québécois de sa génération tels Olivier Guimond, Rose Ouellette, dite la Poune, Paul Desmarteaux, Jean Grimaldi et Juliette Petrie.
Au début des années 1970, la carrière sur les routes terminées, Manda Parent entreprend sa carrière à la télévision et au cinéma avec de nombreuses présences à l'émission de télévision Symphorien (dans le rôle de Madame Pigeon) et aussi au cinéma dans Les Colombes qui fut suivi de Bingo, puis de Parlez-nous d'amour, trois films de Jean-Claude Lord. André Brassard lui offre l'occasion de donner sa pleine mesure dans le film Il était une fois dans l'Est (1974) où elle incarne Germaine Lauzon, personnage coloré tout droit sorti de la pièce Les Belles-sœurs de Michel Tremblay. Manda Parent est décédée des suites de problèmes cardiaques à l'âge de 85 ans le 3 août 1992.

## Filmographie

### Cinéma
- 1972 : Les Colombes : Armande
- 1974 : Il était une fois dans l'Est : Germaine Lauzon
- 1974 : Bingo : Éva, la grand-mère de François
- 1975 : Pousse mais pousse égal : L'épouse du géant de 6'8'
- 1976 : Parlez-nous d'amour : Mignonne
- 1979 : Éclair au chocolat : rôle inconnu
- 1980 : Suzanne : La gardienne

### Télévision
- 1970 - 1977 : Symphorien (série télévisée) : Madame Pigeon
- 1972 - 1973 : Comme tout l'monde (série télévisée) : rôle inconnu
- 1975 : Jo Gaillard : Madame Dumont

## Interprétation du rôle de Manda Parent
Manda Parent a été interprétée par Sylvie Potvin, en duo avec Luc Senay dans le rôle d'Oliver Guimont fils, dans le film-documentaire Madame La Bolduc (1992), puis Sonia Vachon en reprend le rôle dans la télésérie Cher Olivier (1997). C'est ensuite à Lise Dion qu'on a confié le rôle de Manda Parent dans le film Ma vie en cinémascope (2004) qui relate la vie d'Alys Robi.

## Honneurs
En novembre 1968, Gilles Latulippe organise un Gala spécial en l'honneur de Manda Parent au Théâtre des Variétés. En plus d'Olivier Guimond, Jean Grimaldi, Paul Berval, Juliette Petrie et Paul Desmarteaux; Gilles Latulippe avait invité tous ceux qui avaient déjà joué avec elle sur les scènes burlesques : Joseph Martel, qui fut son premier partenaire sur scène, Wildor, Charlie Beauchamps, Alys Robi, Rose Ouellette (La Poune), Florida Roy, Teddy Burns-Goulet, Ti-Gus (Réal Béland) et Ti-Mousse (Denyse Émond).

## Sources
- « Manda Parent » (présentation), sur l'Internet Movie Database

- Juliette Petrie, Quand on revoit tout cela! Le burlesque au Québec. 1914-1960, Montréal, 1977, p. 82

- Chantal Hébert, Le burlesque au Québec. Un divertissement populaire, Éditions Hurtubise HMH, 1981.

- Chantal Hébert, Le burlesque québécois et américain, Les Presses de l'Université Laval, 1989.

- Gilles Latulippe, Gilles Latulippe. Avec un sourire, Les éditions de l'Homme, 1997